# Diabrotica alexia
Diabrotica alexia es una especie de insecto coleóptero de la familia Chrysomelidae. Fue descrita en 1956 por Bechyne.